# Anne Curzan
Anne Curzan (ur. 1969) – amerykańska językoznawczyni, socjolingwistka. Do jej zainteresowań naukowo-badawczych należą: dzieje języka angielskiego, problematyka płci w języku, lingwistyka korpusowa, leksykografia i pedagogia. Piastuje stanowisko profesora w Katedrze Języka Angielskiego na Uniwersytecie Michigan.
Udziela się w cotygodniowej audycji That's What They Say (Michigan Radio), pisze artykuły do bloga „Lingua Franca”. Przez dziewięć lat była współredaktorką czasopisma „Journal of English Linguistics”.

## Wybrana twórczość
- Fixing English: Prescriptivism and Language History (2014)
- How English Works: A Linguistic Introduction (2005, współautorstwo)